# Вступ Сербії до Європейського Союзу
Вступ Сербії до Європейського Союзу є на поточному порядку денному майбутнього розширення ЄС з 2012 року, коли вона стала кандидатом на вступ. Сербія офіційно подала заявку на членство в Європейському Союзі 22 грудня 2009 року. Зараз тривають переговори про вступ. Очікується, що Сербія завершить переговори до кінця 2024 року, що дозволить їй приєднатися до Євросоюзу до 2025 року.
До 2020 року Сербія отримувала 2,9 млрд євро допомоги на розвиток від Інструменту передвступної допомоги, механізму фінансування країн-кандидатів на ЄС. Це одна з семи нинішніх країн-кандидатів на вступ до ЄС разом з Албанією, Молдовою, Чорногорією, Північною Македонією, Туреччиною та Україною.
Сербія відмовилася приєднатися до санкцій Заходу проти Росії після її вторгнення в Україну в 2022 році. У відповідь на це Європейський парламент ухвалив резолюцію, в якій частково висловлюється «сильно шкодує про неприєднання Сербії до санкцій ЄС проти Росії, що завдає шкоди її процесу вступу до ЄС».

## Ідентифікація, рекомендація та кандидатура
Переговори з Союзною Республікою Югославією (згодом Державним Союзом Сербії і Чорногорії) активізувалися після поразки на виборах і повалення Слободана Милошевича в 2000 році, і ЄС офіційно оголосив балканські держави потенційними кандидатами на членство після саміту ЄС-Західні Балкани в Салоніках 21 червня 2003 року.
7 листопада 2007 року Сербія ініціювала підписання Угоди про стабілізацію та асоціацію з Європейським Союзом. Європейська комісія рекомендувала зробити Сербію офіційним кандидатом 12 жовтня 2011 року. Після рекомендації Ради від 28 лютого 2012 року Сербія отримала повний статус кандидата 1 березня. У грудні 2013 року Рада Європейського Союзу схвалила початок переговорів про вступ Сербії.

## Хронологія відносин з ЄС
| Дата            | Подія |
| --------------- | --- |
| 1998            | Регіональний підхід: Рада міністрів ЄС встановлює політичні та економічні умови для розвитку двосторонніх відносин.                                        |
| Червень 2003    | На саміті в Салоніках процес стабілізації та асоціації підтверджується як політика ЄС щодо Західних Балкан. Підтверджується перспектива ЄС щодо цих країн. |
| Жовтень 2004    | Висновки Європейської Ради відкривають процес для укладення Угоди про стабілізацію та асоціацію (УСА).                                                     |
| Жовтень 2005    | Розпочато переговори щодо Угоди про стабілізацію та асоціацію.                                                                                             |
| 3 травня 2006   | Переговори про ССА було припинено через відсутність прогресу у співпраці з МТБЮ.                                                                           |
| 13 червня 2007  | Переговори про ССА з Сербією відновилися після чіткого зобов'язання країни досягти повної співпраці з МТБЮ.                                                |
| 1 січня 2008    | Набуття чинності Угоди про спрощення візового режиму та реадмісію між Сербією та ЄС.                                                                       |
| 18 лютого 2008  | Рада ухвалила переглянуте європейське партнерство для Сербії.                                                                                              |
| 29 квітня 2008  | У Люксембурзі між Сербією та ЄС підписано Угоду про стабілізацію та асоціацію (SAA) та Тимчасову угоду з торгівлі та торговельних питань.                  |
| 19 грудня 2009  | Знято візовий режим для сербів, які подорожують до країн Шенгену.                                                                                          |
| 22 грудня 2009  | Сербія офіційно подала заявку на членство в Європейському Союзі.                                                                                           |
| 14 червня 2010  | Члени ЄС вирішили розпочати процес ратифікації ССА. |
| 31 січня 2011   | Сербія відповідає на анкету Комісії. |
| 14 жовтня 2011  | Європейська комісія висловила свій висновок щодо заявки Сербії на членство в ЄС, надавши статус кандидата на основі одного ключового пріоритету.           |
| 1 березня 2012  | Європейська рада надає Сербії статус офіційного кандидата на членство в ЄС.                                                                                |
| 28 червня 2013  | Європейська Рада підтримала рекомендацію Комісії щодо початку переговорів із Сербією.                                                                      |
| 1 вересня 2013  | Набуття чинности Угоди про стабілізацію та асоціацію між ЄС та Сербією.                                                                                    |
| 25 вересня 2013 | Розпочато перевірку acquis. |
| 17 грудня 2013  | Рада ухвалила переговорну структуру з Сербією та погодилась провести 1-у Міжурядову конференцію з Сербією в січні 2014 року.                               |
| 21 січня 2014   | Відбулася 1-а Міжурядова конференція ЄС-Сербія, що означало офіційний початок переговорів.                                                                 |
| 25 березня 2015 | Усі перевірки acquis ЄС завершено. |
| 14 грудня 2015  | Відкриття розділів 32 «Фінансовий контроль» та 35 «Інші питання – Пункт 1: Нормалізація відносин між Сербією та Косово*»                                   |
| 18 липня 2016   | Відкриття розділів 23 «Судова влада та основні права» та 24 «Правосуддя, свобода та безпека»                                                               |
| 13 грудня 2016  | Відкриття розділів 5 «Державні закупівлі» та 25 «Наука та дослідження». Розділ 25 «Наука і дослідження» тимчасово закритий.                                |
| 27 лютого 2017  | Відкриття розділів 20 «Підприємництво та промислова політика» та 26 «Освіта і культура». Розділ 26 «Освіта і культура» тимчасово закрита.                  |
| 20 червня 2017  | Відкриття розділів 7 «Право інтелектуальної власності» та 29 «Митний союз».                                                                                |
| 11 грудня 2017  | Відкриття розділів 6 «Право компаній» і 30 «Зовнішні відносини».                                                                                           |
| 25 червня 2018  | Відкриття розділів 13 «Рибне господарство» та 33 «Фінансові та бюджетні положення».                                                                        |
| 10 грудня 2018  | Відкриття розділів 17 «Економічна та монетарна політика» та 18 «Статистика».                                                                               |
| 27 червня 2019  | Відкриття розділу 9 «Фінансові послуги» |
| 9 грудня 2019   | Відкриття розділу 4 «Вільний рух капіталу» |
| 1 лютого 2021   | Нова Методика набуває чинності |
| 14 грудня 2021  | Відкриття розділів 14 «Транспортна політика», 15, Енергетика, 21 «Транс'європейські мережі» та 27 «Довкілля та зміна клімату»                              |

## Процес лібералізації візового режиму
1 січня 2008 року набула чинности Угода про спрощення візового режиму та реадмісію між Сербією та ЄС. 19 грудня 2009 року для сербів, які подорожують до країн Шенгену, було скасовано візові вимоги.

## Сербія та Косово
Найбільшою перешкодою на шляху вступу Сербії до ЄС є її напружені відносини з Косовом, яке проголосило свою незалежність 17 лютого 2008 року.
Сербський уряд заявив, що статус Косова не має бути пов'язаний з переговорами з ЄС. У вересні 2012 року комісар ЄС з розширення Штефан Фюле заперечив, що Європейський Союз наполягатиме на визнанні Сербією Косово, перш ніж вона зможе приєднатися до союзу.
19 квітня 2013 року уряди Косово та Сербії уклали Брюссельську угоду, яка була визнана важливим кроком до нормалізації відносин і дозволила розпочати переговори про вступ до ЄС із Сербією. 22 квітня 2013 року Європейська комісія рекомендувала розпочати переговори.
У листопаді 2013 року міністр закордонних справ Косова Енвер Ходжай запропонував ЄС схвалити вступ Косова і Сербії одночасно через побоювання, що як Сербія буде першою прийнята, вони можуть накласти вето на членство Косова. Однак переговори про вступ Сербії не були припинені.
У березні 2021 року Європарламент прийняв доповідь щодо Сербії, у якій, серед іншого, підкреслювалося, що нормалізація відносин між Сербією та Косово є «пріоритетом і вимогою для вступу до ЄС».

## Хід переговорів
У 2020 році президент Сербії заявив, що країна виступає за новий метод переговорів з ЄС. Новий метод набув чинности на початку 2021 року, а Сербія, можливо, зможе відкрити 2 з 3 кластерів у 2021 році.
Сербія відмовилася приєднатися до санкцій Заходу проти Росії після її вторгнення в Україну в 2022 році. У відповідь на це Європейський парламент ухвалив резолюцію, в якій частково висловлюється «сильно шкодує про неприєднання Сербії до санкцій ЄС проти Росії, що завдає шкоди її процесу вступу до ЄС».
| Глави                                                                | Оцінка на початок переговорів | Розділ відкрито | Розділ закрито         |
| -------------------------------------------------------------------- | ----------------------------- | --------------- | ---------------------- |
| 1. Вільний рух товарів                                               | Необхідні подальші реформи    | -               | -                      |
| 2. Вільний рух робочої сили                                          | Необхідні подальші реформи    | -               | -                      |
| 3. Свобода надання послуг                                            | Необхідні подальші реформи    | -               | -                      |
| 4. Вільний рух капіталів                                             | Необхідні подальші реформи    | 10.12.2019      | -                      |
| 5. Державні закупівлі                                                | Необхідні подальші реформи    | 13.12.2016      | -                      |
| 6. Корпоративне право                                                | Відсутні серйозні проблеми    | 11.12.2017      | -                      |
| 7. Право інтелектуальної власності                                   | Необхідні подальші реформи    | 20.06.2017      | -                      |
| 8. Політика конкуренції                                              | Необхідні подальші реформи    | -               | -                      |
| 9. Фінансові послуги                                                 | Необхідні подальші реформи    | 27.06.2019      | -                      |
| 10. ЗМІ                                                              | Необхідні подальші реформи    | -               | -                      |
| 11. Сільське господарство                                            | Необхідні значні реформи      | -               | -                      |
| 12. Безпека харчових продуктів, ветеринарія і фітосанітарна політика | Необхідні значні реформи      | -               | -                      |
| 13. Рибальство                                                       | Відсутні серйозні проблеми    | 25.06.2018      | -                      |
| 14. Транспортна політика                                             | Необхідні подальші реформи    | 14.12.2021      | -                      |
| 15. Енергетика                                                       | Необхідні подальші реформи    | 14.12.2021      | -                      |
| 16. Оподаткування                                                    | Відсутні серйозні проблеми    | -               | -                      |
| 17. Економічна и монетарна політика                                  | Відсутні серйозні проблеми    | 10.12.2018      | -                      |
| 18. Статистика                                                       | Відсутні серйозні проблеми    | 10.12.2018      | -                      |
| 19. Соціальна політика и зайнятість                                  | Необхідні подальші реформи    | -               | -                      |
| 20. Промислова політика і підприємництво                             | Вирішено                      | 27.02.2017      | -                      |
| 21. Транс'європейські мережі                                         | Необхідні подальші реформи    | 14.12.2021      | -                      |
| 22. Регіональна політика                                             | Необхідні подальші реформи    | -               | -                      |
| 23. Судова політика                                                  | Необхідні значні реформи      | 18.07.2016      | -                      |
| 24. Правосуддя, безпека                                              | Необхідні значні реформи      | 18.07.2016      | -                      |
| 25. Наука                                                            | Відсутні серйозні проблеми    | 13.12.2016      | 13.12.2016 (тимчасово) |
| 26. Освіта і культура                                                | Відсутні серйозні проблеми    | 27.02.2017      | 27.02.2017 (тимчасово) |
| 27. Довкілля                                                         | Несумісність з нормами ЄС     | 14.12.2021      | -                      |
| 28. Охорона здоров'я                                                 | Необхідні подальші реформи    | -               | -                      |
| 29. Митниця                                                          | Відсутні серйозні проблеми    | 27.02.2017      | -                      |
| 30. Зовнішні зв'язки                                                 | Відсутні серйозні проблеми    | 11.12.2017      | -                      |
| 31. Політика оборони                                                 | Відсутні серйозні проблеми    | -               | -                      |
| 32. Фінансовий контроль                                              | Необхідні значні реформи      | 14.12.2015      | -                      |
| 33. Бюджетні питання                                                 | Відсутні серйозні проблеми    | 25.06.2018      | -                      |
| 34. Інститути                                                        | Немає                         | -               | -                      |
| 35. Інші питання: Косово                                             | Необхідні подальші реформи    | 14.12.2015      | -                      |
| Прогрес                                                              |                               | 22 з 34         | 2 з 34                 |

## Громадська думка
Результати опитування громадської думки сильно відрізняються залежно від поставленого запитання. Опитування в серпні 2017 року показало, що 51,2% висловилися за вступ до ЄС, 36,3% були проти і 12,5% не визначилися. Однак у цьому ж опитуванні також було запитано: «якщо визнання незалежності Косова було умовою вступу до ЄС, чи, на вашу думку, цю умову слід прийняти?», на що 12,1% відповіли «так», 70,6% ні та 17,3% не визначилися..
| Дата          | Питання            | Так | Ні  | Складно відповісти |
| ------------- | ------------------ | --- | --- | ------------------ |
| Вересень 2002 | Приєднатися до ЄС? | 68% | 13% | 19%                |
| Грудень 2003  | Приєднатися до ЄС? | 72% | 8%  | 20%                |
| Вересень 2004 | Приєднатися до ЄС? | 71% | 12% | 17%                |
| Вересень 2005 | Приєднатися до ЄС? | 64% | 12% | 24%                |
| Вересень 2006 | Приєднатися до ЄС? | 70% | 12% | 18%                |
| Червень 2007  | Приєднатися до ЄС? | 69% | 15% | 15%                |
| Червень 2008  | Приєднатися до ЄС? | 67% | 12% | 21%                |
| Жовтень 2008  | Приєднатися до ЄС? | 65% | %   | %                  |
| Грудень 2008  | Приєднатися до ЄС? | 61% | 13% | 26%                |
| Травень 2009  | Приєднатися до ЄС? | 61% | 17% | 22%                |
| Грудень 2009  | Приєднатися до ЄС? | 65% | 14% | 21%                |
| Червень 2010  | Приєднатися до ЄС? | 65% | 15% | 20%                |
| Грудень 2010  | Приєднатися до ЄС? | 57% | 18% | 25%                |
| Травень 2011  | Приєднатися до ЄС? | 55% | 27% | 18%                |
| Червень 2011  | Приєднатися до ЄС? | 53% | 24% | 23%                |
| Вересень 2011 | Приєднатися до ЄС? | 46% | 37% | 17%                |
| Грудень 2011  | Приєднатися до ЄС? | 51% | 28% | 21%                |
| Грудень 2012  | Приєднатися до ЄС? | 41% | 31% | 27%                |
| Липень 2013   | Приєднатися до ЄС? | 50% | 24% | 26%                |
| Грудень 2013  | Приєднатися до ЄС? | 51% | 22% | 27%                |
| Червень 2014  | Приєднатися до ЄС? | 46% | 19% | 35%                |
| Грудень 2014  | Приєднатися до ЄС? | 44% | 25% | 31%                |
| Червень 2015  | Приєднатися до ЄС? | 49% | 28% | 23%                |
| Грудень 2015  | Приєднатися до ЄС? | 48% | 28% | 24%                |
| Червень 2016  | Приєднатися до ЄС? | 41% | 24% | 35%                |
| Грудень 2016  | Приєднатися до ЄС? | 47% | 29% | 24%                |
| Червень 2017  | Приєднатися до ЄС? | 49% | 27% | 24%                |
| Грудень 2017  | Приєднатися до ЄС? | 52% | 24% | 24%                |
| Липень 2018   | Приєднатися до ЄС? | 55% | 21% | 24%                |
| Грудень 2018  | Приєднатися до ЄС? | 55% | 25% | 20%                |
| Липень 2019   | Приєднатися до ЄС? | 53% | 25% | 22%                |
| Грудень 2019  | Приєднатися до ЄС? | 54% | 24% | 22%                |

| Дата          | Агентство                     | Питання            | Так   | Ні    | Складно відповісти |
| ------------- | ----------------------------- | ------------------ | ----- | ----- | ------------------ |
| 2006          | Gallup Balkan Monitor         | Приєднатися до ЄС? | 61%   | %     | %                  |
| Жовтень 2008  | Strategic Marketing           | Приєднатися до ЄС? | 61%   | %     | %                  |
| Листопад 2010 | Gallup Balkan Monitor         | Приєднатися до ЄС? | 63%   | %     | %                  |
| Березень 2012 | B92/Ipsos Strategic Marketing | Приєднатися до ЄС? | 49%   | 34%   | 5%                 |
| Липень 2013   | Ipsos Strategic Marketing     | Приєднатися до ЄС? | 53%   | %     | %                  |
| Грудень 2014  | EU Delegation to Serbia       | Приєднатися до ЄС? | 57%   | 28%   | 15%                |
| Грудень 2014  | Eurobarometer                 | Приєднатися до ЄС? | 58%   | 26%   | 16%                |
| Серпень 2017  | NSPM                          | Приєднатися до ЄС? | 51.2% | 36.3% | 12.5%              |